# Salmon Arm
Salmon Arm is een stad in de Canadese provincie Brits-Columbia. Het ligt in het zuidelijk deel van de provincie in het gebied Shuswap Country met een bevolking van 19.432 inwoners (sinds 2021). De stad ligt aan het Shuswapmeer, waar de Salmonrivier uitmondt in het verlengde van het meer ter hoogte van Salmon Arm.
Salmon Arm kreeg op 15 mei 1905 stadsrechten en in 2005, toen haar 100-jarige bestaan werd gevierd, werd er een speciale munt ter waarde van 3 Canadese dollar geslagen en in de omgeving uitgegeven. Direct in het noorden van de stad, over het Shuswapmeer, ligt Mount Bastion (2,530 m).

## Geschiedenis
Weinig is bekend over de geschiedenis van Salmon Arm, toen in september 1885 de spoorwegwerkers van de Canadian Pacific Railway hier aankwamen. Terwijl goud- en gelukzoekers in de omgeving al op zoek waren, lagen de gronden en stranden er nog onaangetast bij. In 1890, vijf jaar na de bouw van het spoor, wilden de bewoners (28 huizen stonden er toen) een postkantoor. Aan het einde van de jaren 1890-1899 was het dorp al veel groter gegroeid met 2 winkels, een school en een hotel. Circa 200 inwoners zetelden er toen.
- Sinds 1904 heeft Salmon Arms een zeer succesvolle fruitindustrie.
- Salmon Arm heeft de langste houtenkade van Noord-Amerika (sinds 2003).

## Transport
Salmon Arm ligt aan de Trans-Canada Highway tussen de steden Vancouver en Calgary. Het ligt ook aan de 'Highway 97', die leidt naar Vernon en Kelowna. De economie vaart wel bij het wegverkeer, diverse restaurants en hotels zijn de afgelopen jaren opengegaan.
De Canadian Pacific Railway loopt ook door Salmon Arm, er is echter geen passagiersverbinding en de spoorlijn wordt alleen voor goederenvervoer gebruikt.